# The Tragically Hip

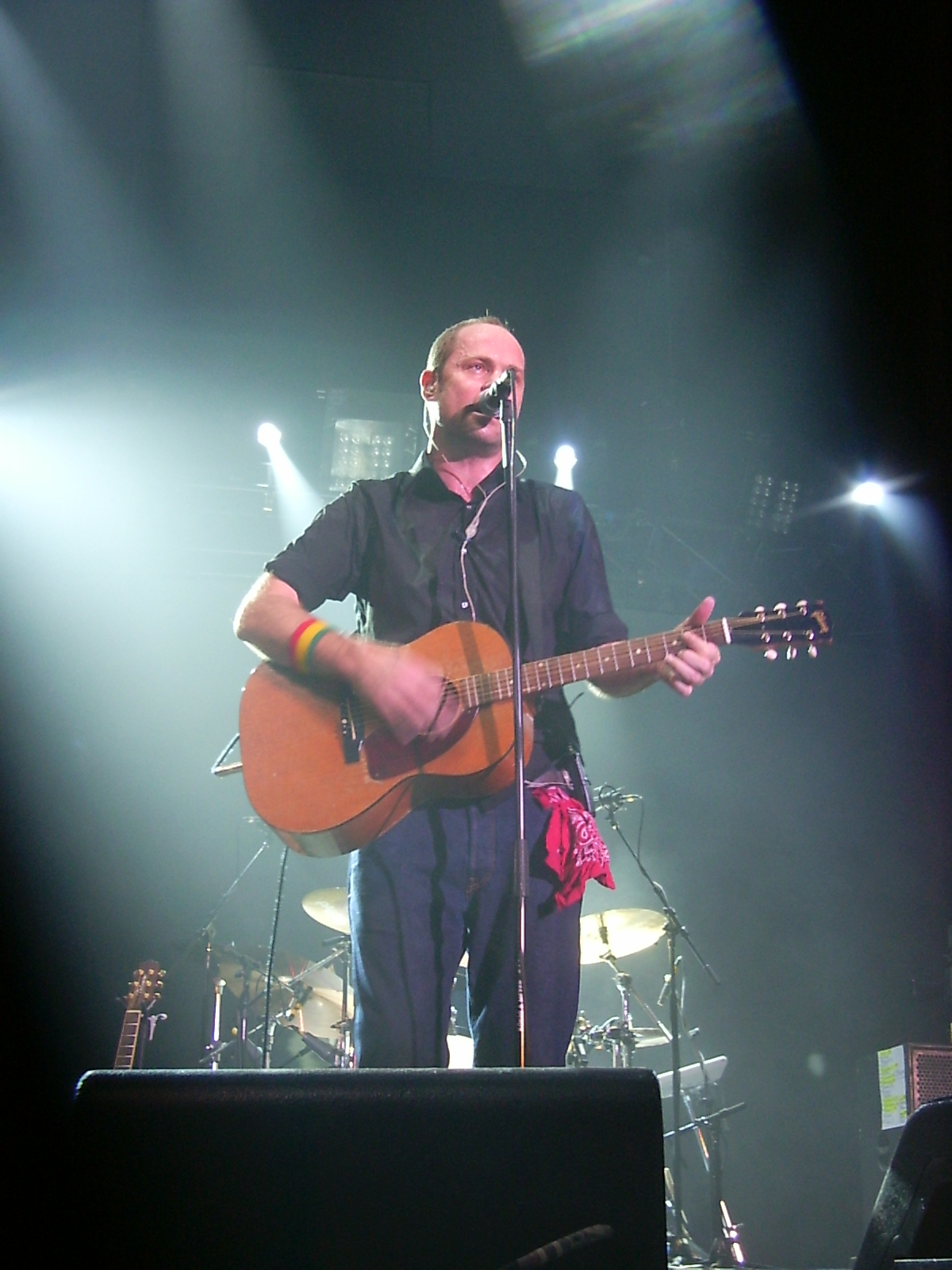
Gordon Downie

The Tragically Hip var en kanadensisk rockgrupp, bildad 1984 i Kingston, Ontario. Den bestod av sångaren Gordon Downie, gitarristerna Bobby Baker och Paul Langlois, basisten Gord Sinclair och trummisen Johnny Fay.
Bandet hörde till de mest populära i Kanada och har vunnit flera Juno Awards, däribland för årets grupp 1995 och 1997 och för bästa rockalbum 1999 (Phantom Power) och 2001 (Music @ Work). De valdes 2005 in i Canadian Music Hall of Fame.
Till gruppens mest kända låtar hör "New Orleans Is Sinking" (1990), "Courage" (1993), "Ahead By a Century" (1998) och "Poets" (1998).

## Medlemmar
Senaste medlemmar
- Gordon Downie – sång, gitarr (1984–2017; död 2017)
- Rob Baker – gitarr (1984–2017)
- Gord Sinclair – basgitarr, bakgrundssång (1984–2017)
- Johnny Fay – trummor, slagverk (1984–2017)
- Paul Langlois – gitarr, bakgrundssång (1986–2017)

Tidigare medlemmar
- Davis Manning – saxofon (1984–1986)

## Diskografi
Studioalbum
- 1989 – Up to Here
- 1991 – Road Apples
- 1993 – Fully Completely
- 1995 – Day for Night
- 1996 – Trouble at the Henhouse
- 1998 – Phantom Power
- 2000 – Music @ Work
- 2002 – In Violet Light
- 2004 – In Between Evolution
- 2006 – World Container
- 2009 – We Are the Same
- 2012 – Now for Plan A
- 2016 – Man Machine Poem

Livealbum
- 1997 – Live Between Us
- 2006 – Live at Austin City Limits Music Festival 2006: The Tragically Hip
- 2009 – Live From the Vault Vol.4

EP
- 1987 – The Tragically Hip
- 1998 – The Tragically Hip
- 2021 – Saskadelphia

Samlingsalbum
- 2005 – Hipeponymous
- 2005 – Yer Favourites